# Pseudomacrochenus antennatus
Pseudomacrochenus antennatus là một loài bọ cánh cứng trong họ Cerambycidae.